# Jingkang (Tanjungmedar)
Jingkang is een bestuurslaag in het regentschap Sumedang van de provincie West-Java, Indonesië. Jingkang telt 3486 inwoners (volkstelling 2010).